# Kwomintang
De Chinese Kwomintang of Chinese Guomindang (traditioneel Chinees: 中國國民黨; vereenvoudigd Chinees: 中国国民党; pinyin: Zhōngguó Guómíndǎng), ook gespeld als Chinese Kuomintang, is een Chinese politieke partij. De naam betekent Chinese Nationale Partij of Chinese Nationalistische Partij. De Kwomintang werd in 1911 opgericht en kwam voort uit de Revolutionaire Liga van dr. Sun Yat-sen. De Kwomintang - vaak afgekort tot KMT - is gebaseerd op de door hem geformuleerde Drie principes van het volk, namelijk nationalisme, democratie en volkswelvaart.

## De KMT op hetvasteland van China
Na de Chinese revolutie in 1911 werd Sun Yat-sen de president van China, en werd de KMT, die tot dan toe meer een voorhoedebeweging was geweest, een echte partij. Generaal Yuan Shikai zette Sun al snel af als president en verbood de KMT, maar na Yuans dood in 1916 werd Sun weer politiek actief, en kwam de KMT weer aan de macht.
In 1925 werd een eigen leger opgericht, het Nationale Revolutionaire Leger. Met Sovjetsteun verdreef het leger de plaatselijke krijgsheren in Zuid-China om daar de republiek te vestigen. Vanaf het begin van de jaren twintig maakten ook de communisten deel uit van de KMT. De reden hiervoor was dat de Sovjet-Unie alleen steun zou verlenen aan de KMT, wanneer zij communisten in haar partij zou opnemen. Het idee van de Sovjet-Unie was dat de communistische partij zo voorzichtig kon groeien binnen de KMT, en uiteindelijk de KMT, die alleen gematigd socialistisch was, kon overnemen.
Sun Yat-sen overleed in 1925, waarna generalissimo Chiang Kai-shek de leider van de partij (en van het land) werd. Hij had het niet op communisten, en ontketende een ware heksenjacht, waarbij vele communisten de dood vonden. De communisten wisten uiteindelijk met zo'n 20.000 mensen te ontkomen, en vluchtten met Mao Zedong en andere leiders naar het noorden. (Zie ook Communistische Partij van China (CPC).)
Tijdens de Tweede Chinees-Japanse Oorlog (1937-1945) vocht het KMT-leger samen met de CPC tegen de Japanners, die China waren binnengevallen. De CPC vocht echter regelmatig tegen het KMT-leger, in plaats van met hen tegen de Japanners, omdat Mao Zedong de nationalisten als een grotere dreiging beschouwde dan de Japanners. Chiang Kai-shek probeerde een burgeroorlog tussen de CPC en de KMT te voorkomen, maar Mao had andere plannen. Hij hoopte door een burgeroorlog te ontketenen, Stalin te dwingen een keuze tussen de twee partijen te maken waardoor de CPC als winnaar uit het conflict zou komen. Dit probeerde hij door middel van listen klaar te spelen maar staakte het vuren onmiddellijk toen Rusland binnengevallen werd door Hitler. Hij was namelijk bijna volledig afhankelijk van de Russische hulp mocht het tot een burgeroorlog komen. Door de inval van de nazi’s verbood Mao onmiddellijk de CPC om conflicten te veroorzaken tussen hen en de KMT omdat als dit tot een echte oorlog zou leiden, de KMT deze hoogstwaarschijnlijk zou winnen van de communisten. 
Nadat de Japanners verdreven waren begon de burgeroorlog tussen KMT en CPC opnieuw. Uiteindelijk werd deze oorlog in 1949 door de CPC gewonnen. Mao Zedong riep de Volksrepubliek China uit, en de KMT vluchtte met zo veel mogelijk mensen - en kunstschatten - naar het eiland Taiwan.

## De KMT op Taiwan

Vlag van de Kwomintang

Op Taiwan bleef de Republiek China, onder autoritaire leiding van Chiang Kai-shek en de KMT, voortbestaan. De regering van de Republiek China bleef nog jarenlang plannen maken om het vasteland weer terug te veroveren, maar dat lukte niet.
Tot in de jaren 90 was de Republiek China op Taiwan een eenpartijstaat, met de KMT aan de leiding, eerst onder Chiang Kai-shek, later onder diens zoon Chiang Ching-kuo. Deze voerde uiteindelijk wat hervormingen door, die door zijn opvolger Lee Teng-hui werden afgemaakt. De KMT had echter toen nog steeds de beste kanalen voor propaganda, en Lee won dan ook de eerste vrije verkiezingen. Lee zou later een van de grondleggers van de Taiwanese onafhankelijkheidsbeweging worden.
Bij de presidentsverkiezingen in 2000 waren er twee kandidaten van KMT-signatuur, Lien Chan en James Soong, die de stemmen van KMT-gezinden verdeelden waardoor Chen Shui-bian de president van de Republiek China kon worden met 37% van het totaal aantal uitgebrachte stemmen. De kandidaat van de Democratische Progressieve Partij (DPP) Chen Shui-bian won de verkiezingen, en de KMT kwam voor het eerst in de oppositie terecht.
Ook de presidentsverkiezingen van 2004 werden, zij het nipt, door Chen Shui-bian gewonnen. Chen won deze verkiezingen na een mysterieuze moordaanslag op zijn persoon. De verkiezingen voor de Volksvertegenwoordiging het jaar daarop won de KMT, waardoor in 2005 Chen Shui-bian te maken kreeg met een parlement dat in handen was van de KMT en haar partners.
Tijdens de parlementsverkiezingen van 2008 versloeg de KMT de DPP ruim, waardoor de partij de macht op het eiland stevig in handen kreeg. Op 22 maart 2008 kwamen daar de winsten van de KMT bij de presidentsverkiezingen van 2008 nog eens bij. Massaal werd de kant gekozen van de oppositie. Ma Ying-jeou van de KMT kreeg de steun van 58% van de kiezers. In 2012 werd Ma Ying-jeou herkozen met iets meer dan 50% van de stemmen. In 2016 verloor de KMT de presidentsverkiezingen van de DPP. Laatstgenoemde partij stelt zich inmiddels veel feller tegen China op dan de Kwomintang, de oude vijand van China. In januari 2020 werd DPP kandidaat Tsai Ing-wen met overtuiging herkozen. Ze kreeg 57% van de stemmen, terwijl Han Kuo-yu van de KMT op 39% bleef steken. Ook bij de presidentsverkiezingen van 2024 slaagde de kandidaat van de KMT (ditmaal Hou Yu-ih) er niet in verkozen te worden.

## Spelling
Volgens het vroeger gebruikelijke transcriptiesysteem Wade-Giles wordt 國民黨 in het Latijnse alfabet als “Kuomintang” geschreven (afkorting: KMT). Deze transcriptie wordt ook vandaag nog door de partij zelf gebruikt. Van het anderszins verouderde Nederlandse systeem van Duyvendak en Hulsewé is de spelling “Kwomintang”, die in het Nederlands nog regelmatig gebruikt wordt, afkomstig. Volgens het transcriptiesysteem Hanyu Pinyin, dat op het Chinese vasteland het enige officiële systeem is, schrijft men in het Latijnse alfabet “Guomindang” (afkorting: GMD). Deze spelling wordt dan ook geregeld gebruikt.
Merk op dat “Kuomintang”, “Kwomintang” en “Guomindang” in het Chinees alle op dezelfde manier worden uitgesproken.